# Henri Le Sidaner
Henri-Eugène Le Sidaner (Port Louis, 7 agosto 1862 – Parigi, 16 luglio 1939) è stato un pittore francese.

## Biografia
Nato nell'Isola Mauritius e figlio di un capitano di lungo corso che lo lasciò orfano a 19 anni morendo in un naufragio, Henri Le Sidaner (pron. sidanèr) trascorse l'infanzia a Dunkerque e ben presto manifestò un notevole talento e un vivo interesse per il disegno. Riuscì quindi ad ottenere una borsa di studio dal Comune di Dunkerque per recarsi a studiare arte a Parigi. Nella capitale scoprì l'impressionismo, in particolare le opere di Manet che lo colpirono profondamente.

Nel 1892 fu accolto nella Scuola di Belle arti e solo due anni dopo entrò nell'atelier di Alexandre Cabanel che lo sostenne e lo incoraggiò sempre.

Nel 1895 lasciò Parigi per tornare nella sua Regione (Nord-Pas-de-Calais) e si stabilì a Étaples nell'albergo Joos, dove incontrò altri pittori venuti a lavorare come lui in quelle terre. Rimase a Étaples nove anni, dipingendo per lo più in solitudine. Le opere di quel periodo si avvicinano molto al realismo sentimentale del pittore paesaggista Jean Charles Cazin.
Nel 1887, pur restando a Étaples, decise di esporre al Salon degli artisti francesi presentando un quadro sui giovani pastori nello scenario delle dune litoranee della costa del Nord.

Nel 1891 venne nominato Ufficiale dell'Académie dal Ministero della pubblica Istruzione e ottenne anche una medaglia di 3ª classe nonché il finanziamento per andare a realizzare, per conto dello Stato, una vasta composizione che oggi si può ammirare al Museo di belle arti e archeologia di Châlons-en-Champagne. Il titolo prestabilito dell'opera era La benedizione del Mare.
Frequentò in quel periodo molti amici, fra cui Henry Martin (1860-1943), Edmond Aman-Jean (1858-1936), Ernest Laurent (1859-1929), il pittore belga Émile Claus (1849-1924) e Henri Duhem (1859-1941) con il quale intrattenne una fitta corrispondenza.
Nel 1892 Le Sidaner decise di visitare l'Italia e l'Olanda assieme a Fritz Thaulow, con il quale realizzò molti ritratti di ragazze olandesi. Al suo ritorno in Francia presentò al Salon l'Altare delle orfanelle (oggi al Museo di Arras), che fu l'ultima opera religiosa di un certo rilievo eseguita da questo artista non credente ma sempre pervaso, sino al turbamento, da un senso profondo del raccoglimento e della spiritualità.

Nel 1894 lasciò definitivamente Étaples per stabilirsi a Parigi, al n° 5 di Rue Émile Allez, dove aveva come vicino di casa Gabriel Fabre, musicista interprete dei poeti simbolisti. Questa conoscenza lo fece entrare in contatto con alcuni intellettuali vicini o appartenenti al pensiero simbolista, come, ad esempio, Émile Verhaeren e Georges Rodenbach, o i critici d'arte Camille Mauclair e Roger Marx.
Ripresi i contatti con la Società nazionale di Belle arti, Le Sidaner dipinse La partenza di Tobia e due soggetti ritratti in ore diverse: Paesaggio di neve e Sera di neve. Nel 1895 espose alla galleria di Georges Petit e si concentrò sugli effetti crepuscolari, continuando così a rinnegare la maggior parte della sua produzione. Riscosse poi un grande successo di critica per la sua prima mostra personale alla galleria Mancini, nel 1897, ed espose al Salon due lavori assai notevoli: Anime bianche e Luci cineree.

L'anno seguente espose alla Galleria "Libre esthétique" di Bruxelles, quindi, di nuovo al Salon, presentò l'opera giudicata come la migliore del suo periodo simbolista, La Domenica.
Dal 1898 al 1909 Le Sidaner, assieme alla sua compagna Camille Navarre, trascorse un lungo periodo per lui decisivo a Bruges. Questo soggiorno nella piccola "Venezia del Nord" consacrò la sua ispirazione simbolista. Gustave Soulier scrisse sulla Revue Blanche del 1901: «... (Le Sidaner) è il Maeterlinck della pittura».
Dopo il 1910 Le Sidaner lasciò Parigi e il Belgio e andò a vivere dapprima a Gerberoy, presso Beauvais, per poi trasferirsi a Versailles.
Rimase nella casa di Versailles sino alla fine dei suoi giorni.

La morte, però, lo colse durante un breve soggiorno a Parigi, dove fu colpito da infarto cardiaco.

Le Sidaner fu sepolto nel cimitero di Versailles. Alla cerimonia di inumazione parlarono diversi personaggi importanti; fra di essi Georges Desvallières e Albert Acrement, seguiti da Camille Mauclair e Georges Huisman.
Esistono oggi quattro strade intitolate a Henri Le Sidaner: a Port Louis (Mauritius), a Gerberoy, a Versailles e a Créteil.
Le Sidaner era cugino del drammaturgo Albert Willemetz, del quale fece il ritratto nel 1937, mentre sua sorella andò in moglie al pittore Georges Rouault. E anche Marcel Proust lo cita in Sodoma e Gomorra, il quarto volume della Ricerca del tempo perduto.

## L'opera
Fu a partire dal 1900 circa che Le Sidaner si dedicò ad una pittura intimista nella quale la figura umana è praticamente esclusa, i giardini sono deserti, le tavole sono imbandite per ipotetici ospiti, la campagna appare solitaria, e così via. È l'espressione di una concezione silente e quieta, quasi placata, realizzata con una tecnica neo-impressionista e un cromatismo assai contenuto, dalle sfumature calde e dalle tonalità raffinate e dolci. Questi caratteri conferiscono alle scene rappresentate un'aura di religiosità più che di mistero.

L'ispirazione di Le Sidaner, peraltro, a causa delle numerose esperienze di viaggio, si amplierà e perderà il suo afflato misterioso a vantaggio di un'espressione più decorativa, ma il cui successo non si smentirà mai.

Descrivendo i personaggi che l'artista aveva disposto in un calmo paesaggio crepuscolare nel quadro La Domenica, un commentatore dichiarò: «... essi formano un coro bianco di sogni indefiniti, di figure nevose dagli occhi ingenui...»

Le Sidaner ebbe il privilegio di una retrospettiva quando era ancora in vita (rara i quegli anni), realizzata a Bruxelles nel 1931 e inaugurata dalla regina Astrid di Svezia.

## Alcune opere
- Un canale di Bruges all'alba, Ashmolean Museum,  Oxford
- La Domenica, Museo della Chartreuse, Douai,  1898
- Il padiglione francese al Trianon, Museo d'Arte moderna di Liegi, Belgio,  1910
- Il Dessert, Museo Baron Martin, Gray, 1903
- Le persiane chiuse, Museo municipale, Cambrai, 1935
- Il bouquet davanti alla finestra, Museo Denon, Chalon-sur-Saône, 1936
- Cielo di primavera, Museo municipale, Le Touquet, 1913
- Rose, Museo Lambinet, Versailles, 1934-1938
- Il padiglione nelle rose, Museo Plantin-Moretius, Anversa, 1916
- Il Presbiterio, Museo di Belle arti, Lilla, 1903
- La Treille, Isola Bella, Museo di Metz, 1909
- Le finestre sul giardino al crepuscolo, Museo Antoine Lécuyer, San Quintino, 1934-1935
- Benedizione del mare, Museo di Belle arti e archeologia, Châlons-en-Champagne, 1891
- Schizzo per la chiesa di San Paolo a Londra, Museo Léon-Dierx, 1907

## Galleria d'immagini

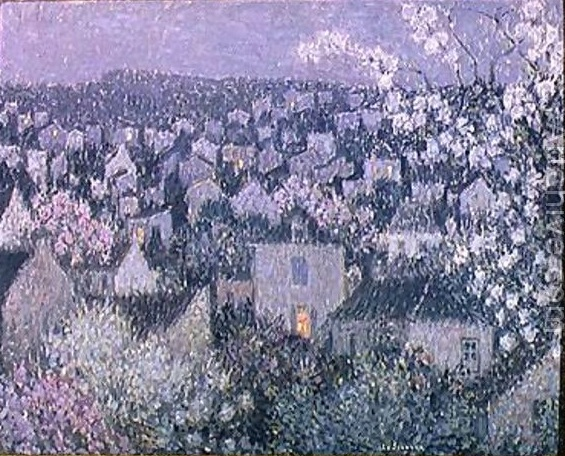
Sera di primavera
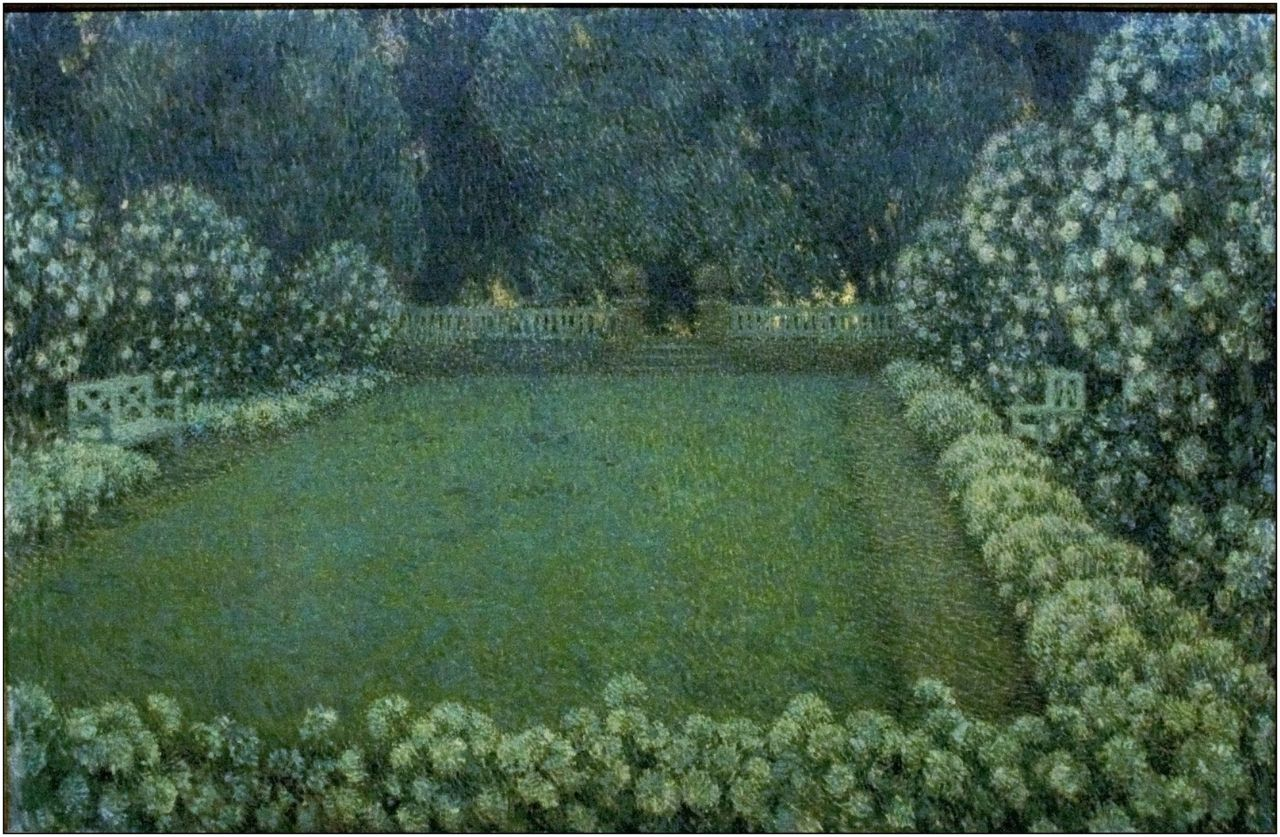
Il giardino bianco
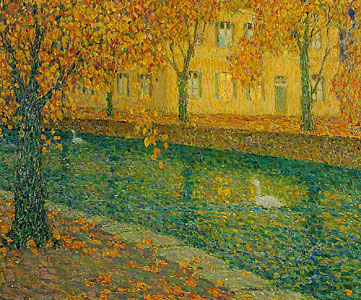
Un canale di Annecy
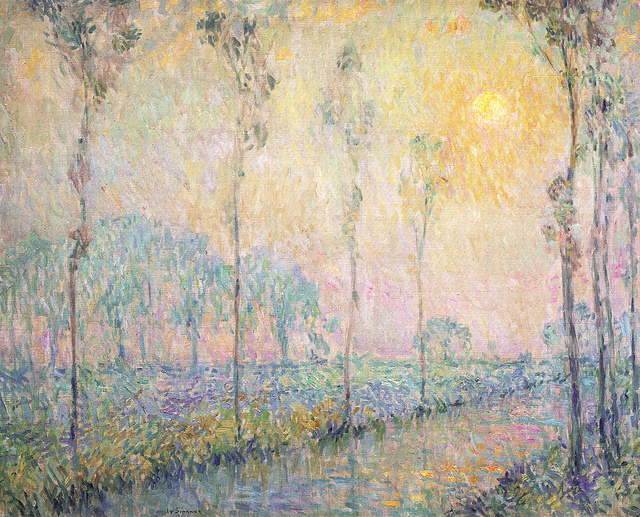
Senza titolo
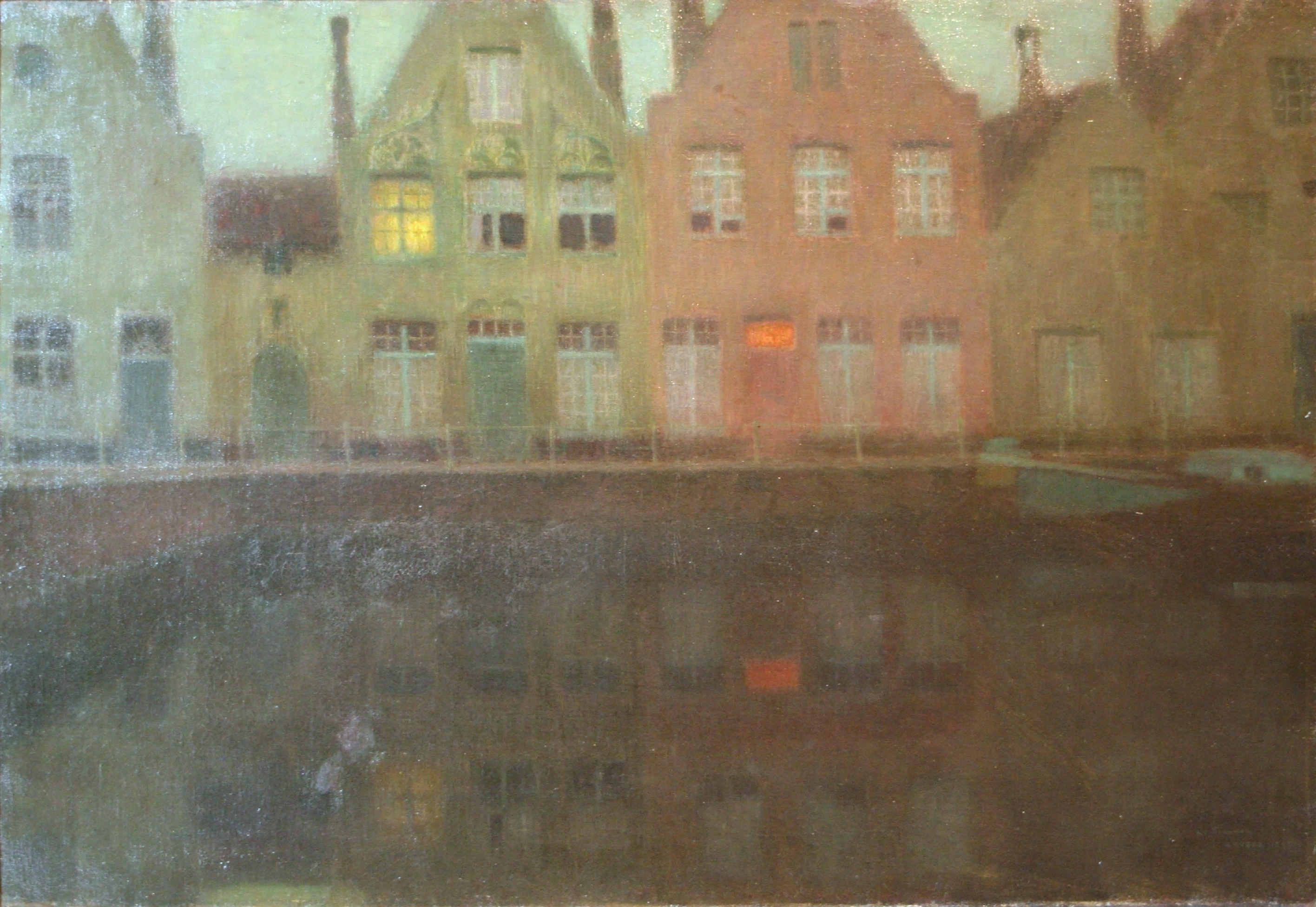
La banchina
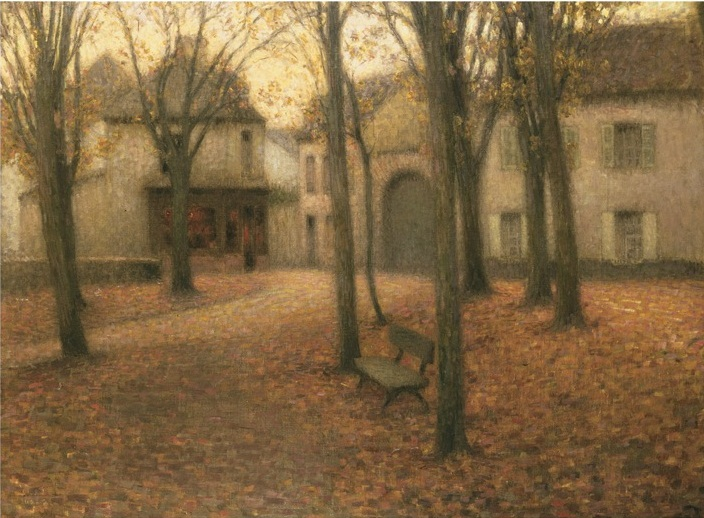
Il villaggio in autunno
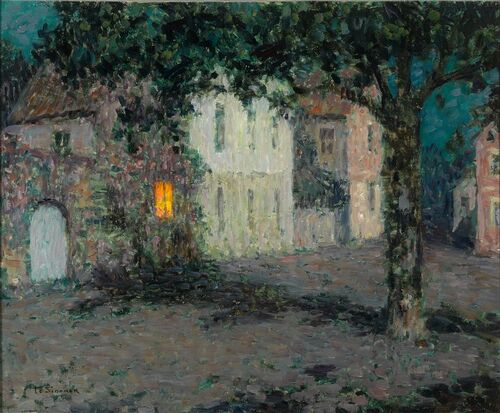
Notturno a Cherbourg
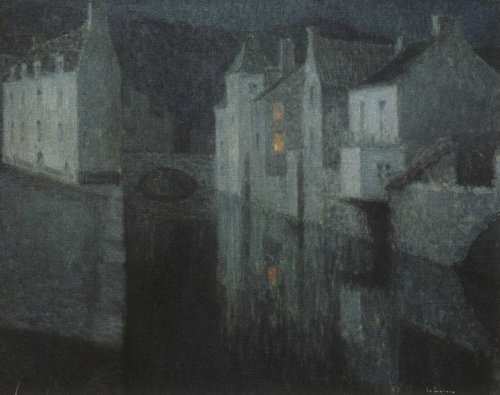
Senza titolo